# Nils Kretschmer (Handballspieler)
Nils Holger Kretschmer (* 18. Januar 1993 in Lübeck) ist ein deutscher Handballspieler. Er spielte zuletzt auf der Position Rückraum links in der 2. Bundesliga beim TV Großwallstadt.

## Karriere
Kretschmer begann im Jahr 1997 das Handballspielen beim NTSV Strand 08. Nachdem er zwei Jahre bei Lübeck 1876 gespielt hatte, wechselte der Rückraumspieler im Jahr 2008 zum SC Magdeburg, bei dem er in der B- und A-Jugend spielte. Im Jahr 2011 wechselte Kretschmer zum VfL Bad Schwartau. In der Saison 2011/12 spielte Kretschmer mit der A-Jugend vom VfL in der Jugend-Bundesliga und gehörte zusätzlich dem Kader der Herrenmannschaft an, für die er in 21 Zweitligapartien sieben Treffer erzielte. Im Juli 2012 unterschrieb er einen Vertrag bei den Rhein-Neckar Löwen. Mit den Rhein-Neckar Löwen gewann er den EHF Europa Pokal 2012/13. Daraufhin wechselte er zum TV Großwallstadt. Nachdem Kretschmer 47 Spiele für Großwallstadt bestritten hatte, wechselte er im Dezember 2014 zum Ligakonkurrenten TV Bittenfeld. Zur Saison 2015/16 wechselte er zum Drittligisten HC Elbflorenz. Mit dem HC Elbflorenz stieg er 2017 in die 2. Bundesliga auf. Im Sommer 2024 wechselte er erneut zum TV Großwallstadt und wurde zum Kapitän der Mannschaft bestimmt.
Im Dezember 2024 wurde er von der Handball-Bundesliga GmbH aufgrund eines positiven Dopingergebnisses während einer Wettkampfkontrolle vorläufig suspendiert. In seinem Blut wurde dabei von der Nationalen Anti-Doping Agentur Deutschland (NADA) Testosteron nachgewiesen. In der Folge wurde er beim TV Großwallstadt als Kapitän abgesetzt. Zudem wurde kurze Zeit später sein Vertrag aufgelöst und die Zusammenarbeit mit sofortiger Wirkung beendet. In der Folgezeit räumte Kretschmer die Einnahme des Wirkstoffs ein und erklärte sich bereit, zur Aufklärung des Falls als Zeuge mitzuwirken. Mitte März 2025 sperrte das Präsidium des Handball-Bundesliga Nils Kretschmer für vier Jahre. Die Sperre kann aufgrund „des sofortigen Einräumens der Schuld des Athleten“ auf drei Jahre verkürzt werden.
Kretschmer gehörte dem Kader der deutschen Junioren-Nationalmannschaft an.

## Privates
Sein Vater Holger und sein jüngerer Bruder Finn spielten früher ebenfalls Handball in der Bundesliga. Nils Kretschmer hat 2011 das Abitur am Sportinternat Magdeburg gemacht. Er studiert Sport-Management.